# Whitcliff Atkinson
Whitcliff Nathaniel Atkinson (sinh ngày 17 tháng 9 năm 1972) là 1 vận động viên cricket người Bahamas. Atkinson là 1 right-handed batsman và ném kiểu left-arm medium pace và chơi chủ yếu ở vị trí wicketkeeper. Atkinson đã chơi cho đội tuyển quốc gia tổng cộng 24 trận.
Atkinson chơi trận đầu tiên cho Bahamas ở giải 2002 ICC Americas Championship với đội Mỹ.	
Atkinson chơi trận Twenty20 đầu tiên cho Bahamas khi trạm chán với Cayman Islands ở vòng 1 giải 2006 Stanford 20/20. Anh chơi trận thứ 2 và cũng là cuối cùng cho Bahamas ở vòng 1 giải 2008 Stanford 20/20 với đội Jamaica; trong trận này anh thi đấu rất kém khi nhận phải ducks.
Atkinson đã đại diện cho Bahamas ở giải 2008 ICC World Cricket League Division Five và giải 2010 ICC Americas Championship Division 1.

## Liên kết khác
- Whitcliff Atkinson at Cricinfo
- Whitcliff Atkinson at CricketArchive